# ستاره‌ای در قلب من
ستاره‌ای در قلب من (انگلیسی: Star in My Heart؛‏ کره‌ای: 별은 내 가슴에) یک مجموعه تلویزیونی محصول کره جنوبی در سال ۱۹۹۷ است. این مجموعه از اولین درام‌های کره‌ای است که در خارج از کره پخش شده است و به عنوان بخشی از موج کره‌ای به‌شمار می‌آید و باعث شهرت گستردهٔ بازیگران آن به ویژه آن جه ووک شد. چوی جین شیل پس از قبول کردن نقش اصلی، قرارداد انحصاری خود را با اس‌بی‌اس شکست که در نهایت منجر به پرداخت جریمه توسط ام‌بی‌سی برای حضور او شد. این مجموعه از ۱۰ مارس تا ۲۹ آوریل ۱۹۹۷ از ام‌بی‌سی پخش شد.

## بازیگران
- چوی جین شیل در نقش لی یون هی
- آن جه ووک در نقش کانگ مین هی
- چا این-پیو در نقش لی جون هی
- جون دو یون در نقش سون ئه
- جو می ریونگ در نقش آن یی هوا
- پارک وون سوک در نقش خانم سونگ
- لی یونگ هو در نقش آقای آن
- پارک چول در نقش آن یی بان
- اوه جی میونگ در نقش پدر مین هی
- سون‌وو یونگ-نیو در نقش مادر مین هی
- منگ سانگ هون در نقش هو کوانگ یونگ
- کانگ نام گیل در نقش هان جه بونگ
- یو ته وونگ در نقش جون یونگ
- هان سونگ یون در نقش یتیم